# Osmylopsis duplicata
Osmylopsis duplicata là một loài côn trùng thuộc bộ Neuroptera. Loài này được Giebel miêu tả năm 1856.